# Pseudocalliope eucephala
Pseudocalliope eucephala är en tvåvingeart som först beskrevs av Friedrich Hermann Loew 1872.  Pseudocalliope eucephala ingår i släktet Pseudocalliope och familjen lövflugor. Inga underarter finns listade i Catalogue of Life.